# Sylvie Retailleau
Sylvie Retailleau nata Sylvie Galdin (Nizza, 24 febbraio 1965) è una fisica, docente e politica francese, dal 20 maggio 2022 al 21 settembre 2024, Ministro dell'Insegnamento superiore e della Ricerca prima nel governo Borne e poi nel governo Attal. Dal 2016 è presidente dell'Università Paris-Sud, diventata nel 2020 Università Paris-Saclay.

## Biografia
Sylvie Galdin è nata nel febbraio 1965 a Nizza. Dopo essere entrata a far parte del dipartimento SEE (Elettronica, Ingegneria Elettrica e Automazione) di ENS Cachan (ENS Paris-Saclay dal 2016), Sylvie Retailleau ha superato l'aggregazione delle scienze fisiche (opzione fisica applicata) nel 1988 e ha conseguito un dottorato in scienze presso l'Università di Paris-Sud nel 1992..

### Ricercatrice
Ha iniziato la carriera come ricercatrice presso l'Institut d'électronique fondamentale (IEF) di Paris-Sud/CNRS e ha focalizzato le sue attività sullo studio teorico della fisica dei componenti a semiconduttore per l'elettronica avanzata. Studia i dispositivi di eterogiunzione IV-IV nella tecnologia bipolare e ad effetto di campo. Le sue preoccupazioni si concentrano sulla modellazione di componenti e dispositivi di effetto di campo finale dell'elettronica molecolare e quantistica (strutture di nanotubi di carbonio, nanocristalli di silicio).
Dal 2001 è professore all'Università di Paris-Sud..